# Epilissus sikorai
Epilissus sikorai är en skalbaggsart som beskrevs av Renaud Maurice Adrien Paulian 1977. Epilissus sikorai ingår i släktet Epilissus och familjen bladhorningar. Inga underarter finns listade i Catalogue of Life.